# Aeroportul Internațional Mohamed Boudiaf
Aeroportul Internațional Mohamed Boudiaf (IATA: CZL, ICAO: DABC) este un aeroport din Provincia Constantine, Algeria ce deservește zona Constantina. Aeroportul a fost tranzitat în 2020 de 236.848 de pasageri. A fost deschis în 1943 și numit după Mohamed Boudiaf⁠(d).
Situat la o altitudine de 706 m, aeroportul dispune de 2 piste.

## Infrastructură

### Piste
Aeroportul dispune de 2 piste. Pista 13/31 are suprafața de asfalt și dimensiunile 2.400 m × 45 m. Pista 16/34 are suprafața de Bitum și dimensiunile 3.000 m × 45 m. 